# وراتو
وراتو (به لاتین: Vráto) یک منطقهٔ مسکونی در جمهوری چک است که در شهرستان چسکه بودیوویتسه واقع شده‌است. وراتو ۱٫۵۳ کیلومتر مربع مساحت و ۲۵۵ نفر جمعیت دارد و ۴۰۵ متر بالاتر از سطح دریا واقع شده‌است.